# Європейська Молодь Норвегії
Європейська Молодь Норвегії (міжнародна назва: JEF Norway) — політично-незалежна молодіжна організація, що працює для європейського співробітництва і членства Норвегії в Європейському Союзі.
Організація пов'язана з національною радою Норвезької Молодіжної ради і молодих європейських федералістів. Спільно з Європейським рухом у Норвегії, Європейська молодь поділяє офісні приміщення в Будинку Європи в Осло.

## Історія
Організацію засновано 1973 року після першого референдуму з питань про вступ у ЄС Норвегії в 1972 році.
Організація була центром у норвезькій кампанії Євросоюзу в 1994 році. На початку 90-х років Європейська молодь є однією з найбільших молодіжних організацій Норвегії, де перебувало близько 10 000 членів.

### Сучасність
Європейська молодь має окружні класи в більшості норвезьких округів та місцеве законодавство приблизно в 20 найбільших муніципалітетах країни. Організаційний центр лежить у великих містах: Осло, Берген, Ставангер, Тронгейм і Тромсе.
Національна рада є найвищим постійним органом у Європейській молоді, обходячи конгрес кожну осінь. Орган складається з центрального уряду, п'яти безпосередньо обраних представників, обраних національним зборами, та одного представника з кожного округу. Центральна рада відповідає за щоденні операції. Секретаріат складається з двох осіб: голови та генерального секретаря.
Організація має близько 1 000 зареєстрованих членів (станом на 2014 рік). Члени часто співпрацюють з іншими молодіжними організаціями та норвезькими молодіжними партіями, такими як Young Right, AUF та Young Left. Середній вік — близько 20 років.

#### Місія
1. Європейська молодь буде працювати для активного членства Норвегії в Європейському Союзі.
2. Європейська молодь буде працювати на загальну Європу, де демократичні країни вступають у обов'язкову співпрацю для вирішення спільних проблем.
3. Європейська спільнота в рамках Європейської молоді підтримуватиме більш тісне та демократичне співробітництво.
4. Європейська молодь працює над підвищенням молодіжного рівня знань про відносини ЄС та Норвегії з Європою.

## Міжнародна робота
Європейська молодь є асоціацією з «парасольковими організаціями» Jeunes Europe's federalists (молоді європейські федералісти). На міжнародному рівні Європейська молодь активно співпрацює зі спорідненими організаціями на Балканах, Східній Європі та Північному регіоні.
З 2003 року Європейська молодь здійснювала проект з демократичного розвитку Балканських тренувань з організаціями-учасницями всіх західнобалканських країн. Проект стосується демократизації регіону, організаційного розвитку та транскордонного співробітництва.
З 2010—2013 організувала Європейський молодіжний проект, подібний демократії в Білорусі для зміцнення молодої передумови громадянського суспільства з метою повалення останньою диктатури Європи.
Європейська молодь тісно співпрацює з сестринськими організаціями-сестрами, частково сприяючи створенню Європейської молоді Ісландії в 2010 році.

## Європейський рік року
Щорічно Європейська молодь поширює європейців Року. Приз надається тим, хто зробив надзвичайні зусилля для розгляду справи в ЄС у Норвегії або для співпраці в Європі. Попередні переможці включають Френк Бакка-Дженсен (2017), Грету Бергет (2017), Ханну Скартвейт (2016) Сімна Екерн (2015), Ерік Ріїс (2014), Кьєти Ведсванг (2013), Свейнунг Ротеватн (2012), Аструп (2011), Ерік Сольгейм (2010), Єва Жолі (2009) і Крістін Клемет (2008).

#### Лідери
- Кнут Андре Санде (2017—донині)
- Андреас Брандт (2016—2017)
- Микола Фьєгесунд (2014—2016)
- Агнес Арнадоттір (2013—2014)
- Нінні Хьоввер (2012—2013)
- Анн Маргрете Лунд (2010—2012)
- Ерленд Сенд (2009—2010)
- Лізелотте Лунде (2007—2009)
- Фінн Мірстад (2005—2007)
- Інгрід Лангерауд (2002—2005)
- Халстейн Братен Бьеркек (2000—2002)
- Ларс К'єтил Кобер (1998—2000)
- Грі Елізабет Деволд (1996—1998)
- Андерс Хорнсліен (1993—1996)
- Торе Міхре (1992—1993)
- Тор Ейгіл Годне (1991—1992)
- Торе Міхре (1991)
- Андреас Гаардер (1989)
- Йохан Вібе (1988—1989)
- Івер Б. Нейман (1987—1988)
- Карл Пітер Фредрік Салікат (1986—1987)
- Астрид Аарланд (1985—1986)
- Кнут Лангеланд (1983—1985)
- Тріне Стромман (1981—1983)
- Мортен Ойен (1980—1981)
- Ларс Хенрік Кнутруд (1979—1980)
- Ганс Карл Твейт (1977—1979)
- Ганс Джорген Герценс (1975—1977)
- Оістаін Юзивс (1973—1975)
- Халвор Стенснавольд (молодіжна кампанія для ЄК)
- Гуннар Л. Міхр (тимчасовий директор руху молоді Європи)

#### Генсеки
- Інгерборн Гелена Васруд Бастіансен (2018—донині)
- Ізабель Петтерсен Вікан (2017—2018)
- Христіан Кекшус (2015—2017)
- Симона Брассен (2014—2015)
- Еспен Берг-Ларсен (2012—2014)
- Бред Скаар Вікен (2010—2012)
- Штейн Артур Рамстад (2008—2010)
- Ларс Раум (2006—2008)
- Томас Аасберг Расмуссен (2004—2006)
- Синдр Фоссюм Бейер (2002—2003)
- Симен Маркюссен (2001—2002)
- Тер'є Гріттен (1998—2001)
- Стинва Сварова (1996—1998)
- Крістін Бергерсен (1994—1995)
- Бьярне Захаріассен (1992—1994)

#### Лідери округу
- Снорре Сандберг (UH) (Акерсхус)
- Олександр Стенгаген (AUF) (Осло)
- Оксана Бейак (неприєднана партія) (Бускеруд)
- Сандер Вестбі (AUF) (Оппланн)
- Тора Кільдегауг (партія незалежних осіб) (Хордаланн)
- Фредрік Р. Самуельсен (UH) (Ругаланн)
- Магнус Бенгтссон (AUF) (Треннелаг)
- Ярл Каасен (AUF) (Тромс)
- Фабіан Вал Сандволд (AUF) (Вестфолл)
- Ролд-Джонас Крістіансен (UH) (Естфолл)